# 물의 가열

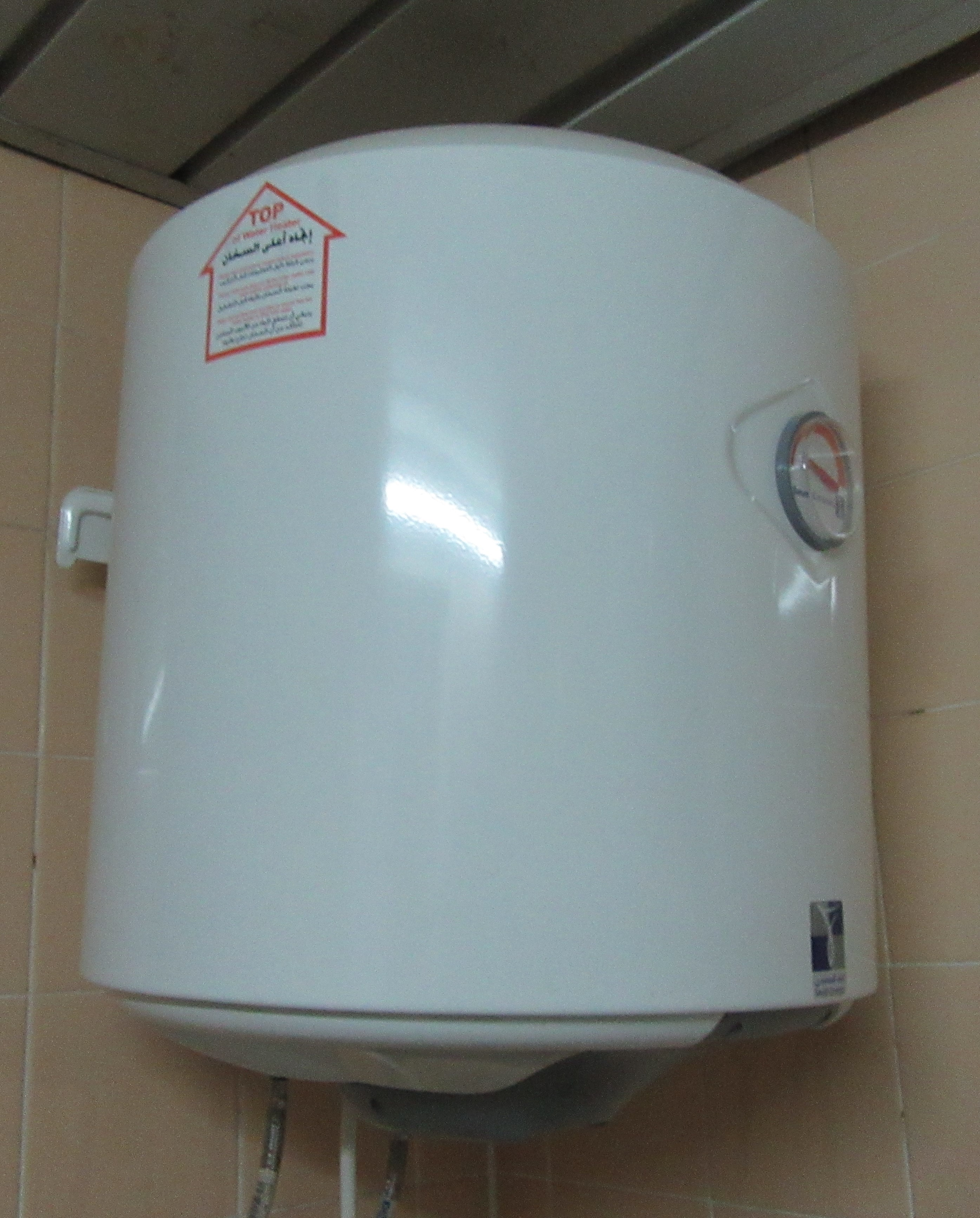
소형 물 가열기

물의 가열은 에너지원을 사용하여 초기 온도보다 높은 온도로 물을 가열하는 전열 과정이다. 물의 가열을 도와주는 기기는 물 가열기, 워터 히터(water heater), 온수기, 급탕기 등으로 부른다.
시험관에 물을 반쯤 넣고 밑바닥쪽을 고정시킨 채 물의 윗부분만을 가열하면 윗쪽의 물이 끓는다. 그러나 바닥 쪽은 가열되지 않아서 그대로 차갑다. 만약 시험관 대신 구리 막대를 사용해서 같은 실험을 하면, 윗부분만 가열해도 아랫 부분은 손으로 잡을 수 없을 만큼 뜨거워진다.  이 두 현상의 차이는 물이 구리에 비해서 열의 전달이 좋지 않기 때문이다. 구리와 물의 열전도율을 비교하면 구리의 열전도율은 물의 약 1000배이다. 반대로 말하면 물은 구리의 약 100분의 1밖에 열은 전달하지 않는 것이 된다. 따라서 열전도만으로 시험관 속의 물을 가열하기는 매우 어렵다.  그러나 시험관의 물도 밑바닥에서 가열하면 전체가 고르게 더워지고, 이윽고 끓게 된다.

## 온수기
온수기는 수온 조절을 위해 간단한 피드백 기구가 장치되어 있다. 연료로 무엇을 쓰냐에 따라 다음과 같이 여러 가지 방식이 취해지고 있다.

### 가스 순간온수기
가스 버너의 점멸(點滅)이 수도꼭지의 개폐와 연동(連動)하여 물을 급속히 가열하는 기구다. 가스 코크는 수압의 변화에 따라 개폐되는데 그 방식에는 두 가지가 있다.
그 한 가지는 저수압에 적합하며, 물코크의 바로 뒤에 있는 파이프의 좁은 목(오리피스)에 의해 코크를 열면 수압이 생겨 가스 밸브에 연결되어 있는 격막(diaphragm)이 스프링의 힘을 이겨 내고 내밀어서 가스 밸브를 연다. 버너는 불씨로 연소를 시작한다. 코크를 잠그면 수압이 내려가 스프링의 힘으로 가스 밸브를 막는다. 소형의 것은 대개가 이런 식이다.
또 한 가지 방식은 오리피스의 전후와 다이어프램의 양쪽에 각각 연결되어 있어, 다이어프램은 오리프스의 앞뒤의 수압차에 따라 작용하는 것으로 비교적 고수압의 경우에 쓰인다. 이 양식으로는 배수구에 코크를 달 수가 있으며, 대형은 대개 이런 방식이다. 능력은 수온을 1분간에 25℃ 상승시킨 물을 몇ℓ 낼 수가 있는가에 따라 결정된다. 보통 소형은 3∼4ℓ, 그 이상의 것은 대형으로서 샤워용이나 목욕통에 이용되며 20ℓ 정도까지 있다. 상승온도는 주입하는 물의 양을 적게 하면 40℃ 정도까지 높일 수가 있다. 따라서 처음의 물이 15℃라면 55℃의 물을 얻게 되는 셈이다. 순간온수기의 버너는 불구멍이 많은 빗꼴 버너가 쓰인다. 불꽃이 닿는 부분에는 열전도도가 높은 구리가 쓰인다.

### 자동급탕장치
석유나 가스를 연료로 하며 서모스탯에 의해서 수온(水溫)을 일정하게 유지하며 급탕하는 가정용 보일러가 개발되었다. 취사용·목욕용·세면용·세탁용·온수난방용으로 이용되고 있다. 온수난방용으로는 끓는 물이 순환하기 때문에 다른 용도에는 사용하지 못한다. 대개는 2개의 순환계통을 가지고 있다. 가정용은 보일러 용적이 50ℓ에서 120ℓ 정도가 많다.

## 같이 보기
- 건축공학
- 전기 물끓이개
- 에너지 절약